# Douglas Kirkland
Douglas Morley Kirkland (* 16. August 1934 in Toronto; † 2. Oktober 2022 in Los Angeles) war ein US-amerikanischer Fotograf, den seine Fotos von Prominenten, vor allem seine Aufnahmen von Marilyn Monroe, entstanden ein knappes Jahr vor ihrem Tod, berühmt machten.

## Leben und Werk
Aufgewachsen nahe Fort Erie als Sohn eines Geschäftsmannes, der Herrenbekleidung verkaufte, besuchte Kirkland später die Seneca Vocational High School in Buffalo, New York, bevor er sich ganz in New York niederließ. Seit Mitte der 1970er Jahre lebte er in Los Angeles. Er war seit 1967 bis zu seinem Tod mit Françoise Kirkland verheiratet, die er 1965 in Paris kennengelernt hatte. Aus seiner ersten Ehe mit Marian Perry Wright hatte er zwei Töchter, Karen und Lisa, und Sohn Mark Kirkland, einer der Animationsregisseure der Zeichentrickserie Die Simpsons.
Seine Fotografenlaufbahn begann Douglas Kirkland im Alter von 24 Jahren als Staff Photographer beim US-Magazin Look, einem 1937 gegründeten, großformatigen Hochglanzmagazin mit breiter Themenpalette. Im Jahr 1961 beauftragte ihn Look, für seine Ausgabe zum 25-jährigen Jubiläum Fotos mit Marilyn Monroe zu machen. Die daraus entstandene Serie Eine Nacht mit Marilyn machte Kirkland weltbekannt. Schon im Sommer 1962 entstand, ebenfalls für Look, seine Serie über die da bereits 79-jährige Coco Chanel, die er in Paris drei Wochen lang mit der Kamera bei ihrer Arbeit begleitete.
Mit der Zeit porträtierte er immer mehr namhafte Persönlichkeiten, von Man Ray über Jacques Henri Lartigue bis zu Stephen Hawking. Hinzu kamen zahlreiche Größen aus dem Film-, Show- oder Musikbusiness: Elizabeth Taylor, Richard Burton, Audrey Hepburn, Marlene Dietrich, Romy Schneider, Judy Garland, Sophia Loren, Catherine Deneuve, Brigitte Bardot, Jeanne Moreau, Arnold Schwarzenegger, Morgan Freeman, Orson Welles, Andy Warhol, Oliver Stone, Mikhail Baryshnikov, Leonardo DiCaprio, Angelina Jolie, Michael Jackson, Sting, Mick Jagger, John Lennon, Björk oder Diana Ross und viele mehr.
Kirklands Porträt von Charlie Chaplin aus dem Jahr 1966 ist Teil der Ständigen Sammlung der National Portrait Gallery in London. Mit weiteren Werken ist er vertreten in der Sammlung der Academy of Motion Picture Arts and Sciences in Beverly Hills, die die Oscars verleiht, im Smithsonian in Washington D.C., dem Houston Center for Photography, der National Portrait Gallery in Canberra, dem Annenberg Space for Photography in Los Angeles und anderen mehr.
Bei über 150 Filmproduktionen war er als Special Photographer engagiert. So zum Beispiel bei Das Urteil von Nürnberg (1961), 2001: Odyssee im Weltraum (1968), Saturday Night Fever (1977), Rain Man (1988), Titanic (1997) oder Der große Gatsby (2013).
Als Fotojournalist berichtete er außerdem aus Griechenland, dem Libanon und Japan.
Schon 1995 erhielt Douglas Kirkland den Preis der American motion pictures Society of Camera Operators für sein Lebenswerk als Still Photographer sowie 2011 den President’s Award der American Society of Cinematographers. 2003 wurde ihm in Los Angeles der in jenem Jahr erstmals vergebene Lucie Award in der Kategorie Achievement in Entertainment verliehen. Den Nastro D’Argento erhielt er 2015 auf dem Taormina Film Fest und 2019 den Outstanding Achievement Award der CAFA, einer Vereinigung der kanadischen Modeindustrie.
2019 würdigte ihn der auf dem Festa del Cinema di Roma herausgekommene Dokumentarfilm That Click von Luca Severi.